# 清溪镇 (含山县)
清溪镇，是中华人民共和国安徽省马鞍山市含山县下辖的一个乡镇级行政单位。

## 行政区划
清溪镇下辖以下地区：
清溪社区、巨兴社区、横龙村、新兴村、苍横村、白衣村、周伏村、兴隆村、半湖村、董城村、姚垄村、太平村、白马村、巧脉村和马桥村。

## 歷史沿革
清乾隆十三年(1748年)，名昇城鄉，轄4都。
民國二十六年(1937年)，改爲清溪鄉。
1949年，屬城區。
1952年，設清溪區，轄清溪鎮及白馬、巨興、半湖等鄉。
1958年11月，清溪、巨興、半湖、白衣4鄉鎮成立躍進公社，後改爲清溪公社。
1961年9月，分爲清溪、巨興、半湖3個公社，屬清溪區。 1983年改爲清溪鎮和巨興鄉、半湖鄉。
1992年2月，半湖、巨興2鄉併入清溪鎮。
1995年11月，原巨興鄉由清溪鎮劃出。
2004年4月，巨興鄉併入清溪鎮。
2006年3月，將湯卞山村和三星村的趙莊、石羅堡2個村民小組，景林村的新村、林莊、方莊、景坳鄭4個村民小組劃歸巢湖市居巢區半湯街道管轄。